# Villeselve
Villeselve település Franciaországban, Oise megyében. Lakosainak száma 385 fő (2022. január 1.). Villeselve Beaumont-en-Beine, Guivry, Berlancourt, Guiscard és Brouchy községekkel határos.

## Népesség
A település népessége az elmúlt években az alábbi módon változott:
| Lakosok száma | 373  | 402  | 421  | 421  | 423  | 425  | 412  | 398  | 385  |
|               | 2013 | 2015 | 2016 | 2017 | 2018 | 2019 | 2020 | 2021 | 2022 |